# MBDA Apache

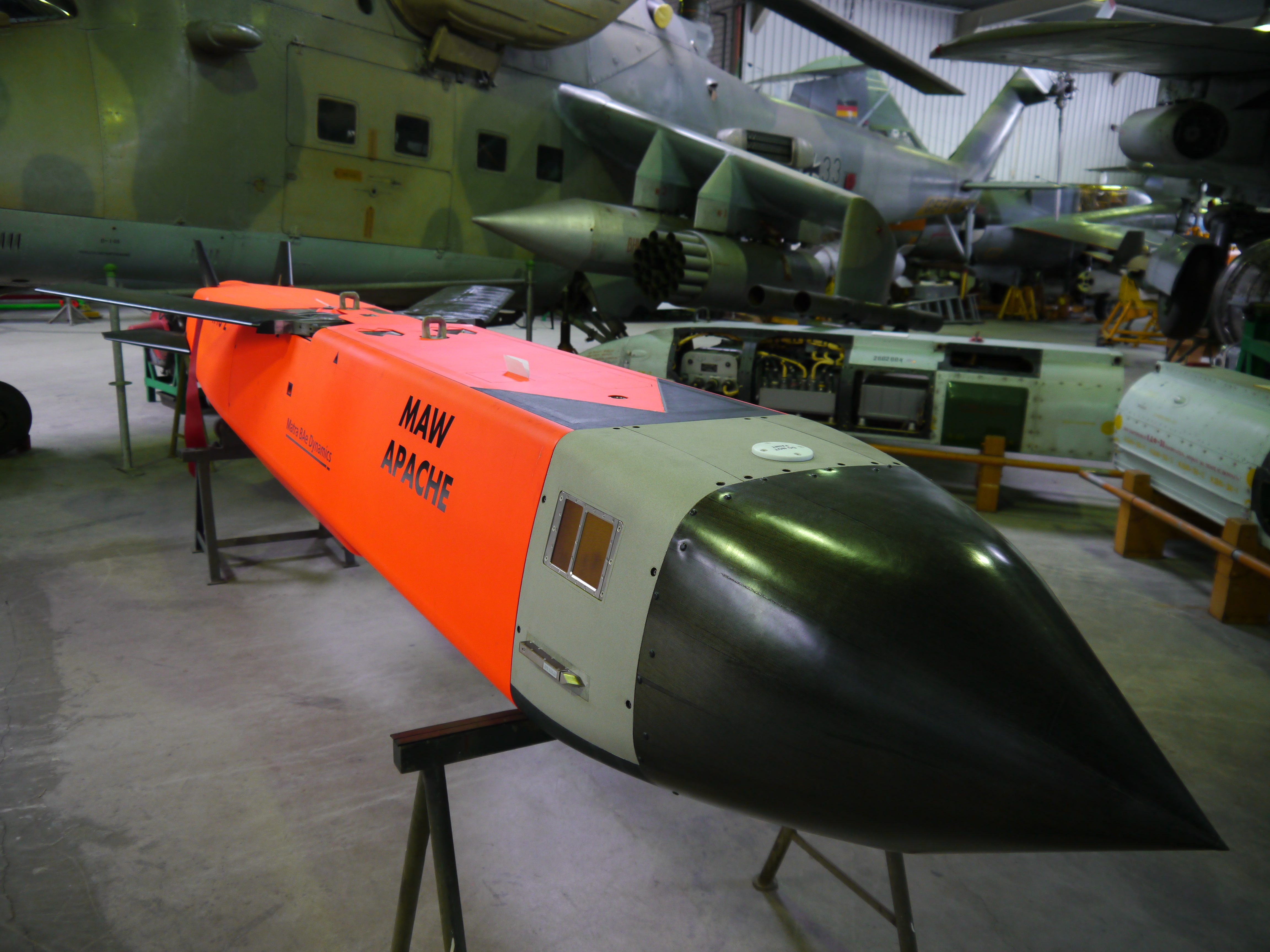
En robot av typen Apache.

MBDA Apache är en robot utvecklad av franska vapentillverkaren Matra numera tillverkad av MBDA. Apacheroboten är utvecklad för att förstöra fiendens landningsbanor. Den väger 1 230 kg och har en längd på 5,1 meter.